# Technologiestichting STW
De Stichting voor de Technische Wetenschappen (Technologiestichting STW of kortweg STW) was een Nederlandse stichting die in 1981 werd opgericht en die het realiseren van kennisoverdracht tussen technische wetenschappen en gebruikers tot doel had. Daartoe bracht STW onderzoekers en potentiële gebruikers bij elkaar en financiert technisch-wetenschappelijk onderzoek. STW verdeelde voornamelijk overheidsgeld, bestemd voor veelbelovende universitaire projecten op het terrein van de technische wetenschappen, met als voorwaarde dat de praktische toepassing vrijwel gegarandeerd was.
Het jaarbudget van STW bedroeg bij de start in 1981 nog 4 miljoen gulden en was in 2015 opgelopen tot circa € 104 miljoen voor het financieren van tijdelijk wetenschappelijk en technisch personeel, materiaal, reizen en apparatuur ten behoeve van het uitvoeren van technisch-wetenschappelijk onderzoek aan de Nederlandse universiteiten en para-universitaire instituten. Dit geld was voornamelijk afkomstig van de Nederlandse Organisatie voor Wetenschappelijk Onderzoek (NWO) en het Ministerie van Economische Zaken (EZ). Het STW-bureau bestond uit circa 45 fte en was gevestigd in Utrecht.
Vanaf 1 januari 2017 zet STW haar werkzaamheden voort in het vernieuwde NWO. Daarin geeft STW vorm aan het domein Toegepaste en Technische Wetenschappen (TTW).